# 주루마니아 대한민국 대사관
주루마니아 대한민국 대사관(루마니아어: Ambasada Republicii Coreea în România)은 1990년 루마니아 부쿠레슈티에 개설된 대한민국 외교부 소속의 대사관이다.

## 같이 보기
- 주한 루마니아 대사관
- 대한민국의 재외공관 목록
- 루마니아 주재 외국공관 목록
- 대한민국-루마니아 관계